# Heero Yuy
Heero Yuy 
 (ヒイロ・ユイ   ,Hiiro Yui?) es el nombre de dos personajes ficticios de la serie de anime Mobile Suit Gundam Wing, conocida en Japón como New Mobile Report Gundam W (新機動戦記ガンダムW, shin kidō senki gandamu uingu). 
Uno de ellos es un mártir, líder pacifista, mientras que el otro es un joven soldado llamado así en su honor. Este último es el personaje principal de Mobile Suit Gundam Wing y su secuela OVA Endless Waltz (Vals Interminable). 
Heero Yuy, junto con otros cinco pilotos y Mechas notables de diferentes series Gundam, fueron reconocidos en la segunda serie de "Sellos de héroes y heroínas del anime", lanzados en Japón en el año 2005.

## Heero Yuy, el piloto Gundam

### Personalidad
El muchacho sin nombre al que se le da el seudónimo de Heero Yuy es de ascendencia japonesa, de carácter complicado. Su frío comportamiento parece más apropiado para un endurecido veterano de guerra, que para un joven de quince años de edad. 
Cuando Relena Darlian se encuentra con el Doctor J, este le comenta que Heero que es en realidad un joven muy alegre que mantiene contenidas sus emociones mientras combate. 
En muchas ocasiones, Heero propugna la filosofía de que demostrar emociones en el campo de batalla puede representar una debilidad, de modo que los soldados tienen que ser capaces de luchar sin preocuparse por sus oponentes. Sin embargo, él cree que no hay nada de malo en mostrar emociones en situaciones normales. Lo más importante en su filosofía de la vida, es lo aprendido de su mentor Odin Lowe: "La mejor manera de vivir la vida es de acuerdo a tus emociones". 
Heero es el más calificado de los cinco pilotos, especialmente en el manejo de mobile suits, lo que convierte al joven en un excelente soldado y en una fuerza letal para tener en cuenta.

### Primeros años
Poco se sabe acerca de las primeras etapas de la vida del joven que se convertiría en el piloto del Wing Gundam. Su primera aparición documentada es a la edad de siete años, cuando fue al pabellón de su tutor Odin Lowe, un exmiembro de la sociedad secreta OZ (Organization of the Zodiac). Odin Lowe es el francotirador profesional que mató al Heero Yuy original. 
Además de enseñarle al niño a protegerse a sí mismo y como dar una coartada, Lowe le enseñó a sobrevivir por su cuenta y a manejar toda clase de armas de fuego.
En el año 188 AC, la pareja se dirigió a la colonia L3-X18999 en una misión para asesinar al General Septum de la Alianza Unida de la Esfera Terrestre. Mientras Lowe se ocupaba del asesinato, el muchacho fue enviado a ayudar a los rebeldes de las colonias, los cuales se enfrentaban con el grupo de los Specials (OZ). Tomando un RPG, el muchacho trató de destruir la torre de comunicaciones (operada por una Lucrezia Noin de doce años de edad), pero el Instructor Treize Khushrenada trasladó su mobile suit Leo interponiéndose en su camino, protegiendo a Noin, pero quedando él mismo con serias heridas. Luego de escapar, el muchacho encontró a Lowe gravemente herido. Antes de morir, Lowe le dijo al muchacho que la mejor manera de vivir la vida es de acuerdo a sus emociones, y recordándole que solo hace falta una persona tonta para cambiar el mundo. Al quedarse solo, el muchacho comenzó la deambular por la colonia, hasta que fue encontrado por el Dr. J. Impresionado por las habilidades del joven, J le ofreció la oportunidad de pilotar al Wing Gundam y liberar a las colonias. Las palabras de su mentor zumbaron en sus oídos, y el joven aceptó. 
En el año 191 AC, un joven (bajo el nombre código de Alpha Negro) muy parecido a Lowe's apareció en el Instituto San Gabriel en la Tierra, donde se encontró con la joven Relena Darlian y prestó asistencia en un ataque contra la Alianza. Aunque hay algunas dudas emitidas sobre si este es el mismo joven o no, parece muy probable. 
En el año 194 AC, al muchacho le fue asignada la misión de destruir una base de la Alianza en la colonia. Después de instalar los explosivos, Heero se fue a descansar. Cuando estaba dormido, se le acercó una pequeña niña que paseaba a su perro. La niña le pregunto por qué dormía en el césped, y por qué estaba solo, a lo que él le respondió que siempre había estado solo, la niña se sorprendió de la respuesta del joven y le regaló una flor, a lo que añadió que ella no estaba sola porque tenía a su perro, posteriormente se fue. Heero se quedó pensando en lo que la niña había dicho hasta que llegó la noche, y la hora de detonar las bombas. En el momento en que la base hizo explosión, Heero se dio cuenta de que había hecho un mal cálculo y el impacto de la explosión alcanzó a un mobile suit Leo que impacto contra varios edificios y parte del sector residencial.
Al sentirse culpable, fue a buscar sobrevivientes, pero para su pesar no encontró a nadie vivo, incluyendo el cadáver de la niña, junto con el perro muerto y su oso de peluche (que es el que encuentra Relena en el primer Opening de la serie). 
Dekim Barton y el Dr. J dieron la orden de someter al muchacho a un nuevo entrenamiento para librarlo de toda emoción, diciendo que las emociones, y sobre todo "el sentimiento humano de la bondad" sería un perjuicio innecesario para un "arma". Si esta formación se llevó a cabo o no sigue siendo desconocido, pero este incidente dejó al muchacho con un gran sentido de odio hacia sí mismo y remordimiento. También explica por qué Heero, en la serie, muestra poca o ninguna emoción.
En el año 195 AC, poco antes de la Operación Meteoro, palabra que filtró el Viceministro de Relaciones Exteriores Darlian, se había enterado acerca del plan. La Fundación Barton envió un equipo de ataque para asesinarlo. El Doctor J ofreció al muchacho tres opciones: ayudar en el asesinato, detenerlo o hacer caso omiso de todo. Él decidió detener el intento de homicidio y salvar la vida de Darlian. 
Más tarde, ya que visitó la tumba improvisada que había hecho para la niña, el Dr. J, informó a Dekim Barton que el joven llevaría a cabo la Operación Meteoro. Una vez más, había tres opciones: ser el piloto del Wing Gundam e ir de acuerdo con el plan genocida, matar al Doctor J y huir, o cambiar el plan. 
El 7 de abril del año 195 AC, el joven subió a la cabina de control del XXXG-01W Wing Gundam, con la intención de llevar a cabo su propia versión de la Operación Meteoro, atacando directamente las instalaciones de OZ, con el objetivo de detener el suministro de armas y mobile suits que dicha organización le proporcionaba a la Alianza Unida de la Esfera Terrestre. Mientras se preparaba para salir, el Dr. J decidió darle un nombre. 
El científico eligió uno adecuado para la misión, llamó al joven piloto "Heero Yuy", y le envió a la Tierra para liberar a las colonias, como el dueño anterior de su nombre había previsto hacer tiempo atrás.

### Operación Meteoro
Cuando el Wing Gundam pilotado por Heero se preparaba a ingresar en la atmósfera terrestre, una nave civil se interpuso en su camino. En esta viajaba el Viceministro de Relaciones Exteriores Darlian junto con su hija Relena. Heero se alistaba a destruir dicha nave, cuando fue interrumpido por un escuadrón de OZ, liderado por Zechs Merquise.
Dos mobile suits Aries enviados por Zechs fueron destruidos por un solo disparo del búster rifle del Wing Gundam. Sin embargo, Zechs logró acercarse lo suficiente con su mobile suit Leo para derribar al Gundam y luego escapar ileso, estrellando ambos mobile suits en el Océano Pacífico.
Heero consiguió salir del Gundam y fue arrastrado a tierra por el fuerte oleaje, donde fue encontrado por Relena. Ella llamó a una ambulancia y retiró el casco del traje espacial para poder apreciar el rostro de joven. Acto seguido, Heero despertó y al ver que su misión había fracasado, intentó suicidarse con una bomba incorporada en su traje espacial. Sin embargo, al accionar el detonador obtuvo una débil explosión, la cual no le afectó en lo más mínimo. 
Los médicos llegaron al lugar, pero fueron golpeados por Heero que luego robo la ambulancia.
A continuación, se registró en el Instituto San Gabriel, utilizando el lugar como fachada para sus actividades. Coincidentemente, Relena asistía a la misma escuela y cuando ella trató de invitar a Heero a su fiesta de cumpleaños, él rompió la invitación y amenazó con matarla.
Más tarde tiene previsto destruir el Wing Gundam hundido, a fin de evitar que su tecnología caiga en manos de OZ. Él irrumpió en una base naval de la Alianza Unida de la Esfera Terrestre, robo tres torpedos y los programo para destruir el Gundam. Sin embargo, fue interrumpido por Relena, que había abandonado su fiesta de cumpleaños para buscarlo, y luego por Duo Maxwell, otro piloto Gundam. Este había encontrado al Wing Gundam y tenía previsto usar sus partes como repuestos para su XXXG-01D Gundam Deathscythe.
Después de recibir dos heridas de bala por parte de Duo, Heero activó los torpedos, que impactaron al Gundam Deathscythe, el cual remolcaba al Wing Gundam. Después de lo ocurrido, Heero fue llevado por Relena a un hospital de la Alianza. Duo se infiltró en el edificio con la intención de rescatar a Heero, quien estaba sujetado a una plataforma de estudios médicos. Heero recuperó la conciencia sin alterar su pulso ni sus ondas cerebrales para no ser descubierto por los médicos y poder planificar su escape. Acto seguido, Duo detonó varios explosivos y en medio de la confusión liberó a Heero y le entregó un paracaídas. Destruyeron una ventana y saltaron del piso 50. Duo accionó su bastón con punta de energía para detener su caída, pero Heero no abrió el paracaídas, con la intención de suicidarse. Relena, que estaba presente, grito fuertemente pidiéndole que reaccionara, lo que causó que finalmente abriera el paracaídas, logrando salvar su vida, pero rompiéndose la pierna en el proceso. Sin embargo, más tarde logró poner manualmente el hueso en su lugar, para disgusto de Duo, al que le causó náuseas. Le fue devuelto el Wing Gundam, que fue sacado de las profundidades del agua por medio de una grúa. 
Para poder reparar su mobile suit, Heero robó en secreto las partes del Gundam Deathscythe de Duo y luego se fue sin previo aviso a una misión para destruir un avión transportador enemigo. 
El Viceministro de Relaciones Exteriores Darlian fue asesinado por Lady Une para apoyar la independencia colonial. Relena, que estaba presente, fue identificada como un riesgo potencial y marcada para la muerte. La joven fue rescatada por el Dr. J, que le contó acerca de Heero y su misión. 
Ella regresó a tiempo a la tierra para asistir a la fiesta del Instituto San Gabriel. Allí, Relena enfrentó a Heero y le dijo que se enteró de la verdad sobre él gracias al Dr. J y que no tenía ninguna razón para considerarla su enemigo. 
Lamentablemente, OZ envió un equipo de mobile suits para atacar la escuela con la intención de matar a Relena. Heero los obligó a retirarse pilotando el Wing Gundam. Luego de esto, Heero quedó aturdido por el hecho de que, no solo no podía matar a la joven, sino que también había salvado la vida de ella. 
Un tiempo después, Heero recibió la información de que los líderes de OZ se reunirían en la Nueva Base Edwards en California, aunque, en realidad era una conferencia de paz de la Alianza, destinada a mejorar las relaciones con las colonias espaciales. 
Heero atacó un hangar de OZ con la intención de robar un avión transportador para llevar su Wing Gundam a la Nueva Base Edwards. Allí, se encontró con Duo Maxwell, que también tenía intenciones de robarse dicho avión. Finalmente, ambos unieron fuerzas.
Al llegar a la base, Heero y Duo lanzaron su ataque, pero se encontraron con gran cantidad de enemigos que consiguieron detener su avance por un tiempo. En pleno combate, ambos pilotos, fueron atacados por Trowa Barton, quien los consideraba como enemigos y que estaba acompañado por Quatre Raberba Winner.
Durante la lucha de los pilotos, los líderes de la Alianza intentaron escapar en una nave que Treize Khushrenada les había ofrecido. Viendo esto, Heero voló hasta la lanzadera en el Wing Gundam y destruyó completamente dicha nave, matando a los líderes de la Alianza.
Lamentablemente, todo había sido una trampa. El líder de OZ, Treize Khushrenada, había prestado su nave para la evacuación sabiendo que los pilotos Gundam la reconocerían y creerían que en ella viajaban los líderes de OZ. En esta viajaba el Mariscal Noventa, que había votado a favor de la paz con las colonias. En reacción a lo ocurrido, el General Septum, declaró la guerra a las colonias y luego de dar su anunció fue acecinado por Lady Une. 
Después de escuchar las últimas noticias, el piloto Gundam Wufei Chang explicó a Heero y a los demás pilotos lo que realmente había ocurrido. Heero estaba en shock, comenzó a ser consumido por sentimientos de culpabilidad y no pudo volver a luchar contra OZ, obligando a Duo y Quatre a protegerlo en medio de la lucha. 
Lady Une ordenó detonar los cuarenta siete misiles que estaban almacenados en la Nueva Base Edwards, con la intención de destruir un área de 300 kilómetros junto con los Gundams. 
La Mayor Sally Po de la Alianza intentó evitar la activación del detonador, pero fracasó. Entonces, ella se comunicó con Heero, le explicó la situación y le pidió que desactivara los misiles. 
Entonces, Heero utilizó el Wing Gundam para entrar en el silo de misiles. Estando dentro, recibió instrucciones de Quatre, quien le dijo que el misil 304 era el único activado, su explosión accionaría a los demás. Heero se dirigió al cuarto de control 304, encontró el detonador y lo desactivo justo a tiempo.
Un tiempo después, el Dr. J informó a Heero que OZ transportaba el nuevo modelo Taurus a su base en Siberia y que eligió atacar la ruta aérea de transporte, al igual que Trowa. Mientras que Duo y Quatre atacaron la ruta terrestre, que fue un señuelo.
Durante la batalla, Heero se encontró con Zechs, que quería poner a prueba su nuevo Tallgeese contra el Wing Gundam. En medio de su duelo, Lady Une amenazó con disparar misiles de la Alianza contra las colonias espaciales a menos que los Gundams se rindieran. 
El Dr. J irrumpió en la transmisión, anunciando su derrota, pero diciendo que no entregaría al Gundam. Esa fue la señal para Heero, de activar el auto-detonador para destruir el Wing Gundam antes que cayera en manos de OZ. Estando de pie fuera de la cabina, Heero presionó el detonador y el Gundam hizo explosión. Trowa salvo su vida y pasó un mes en cama recuperándose de sus lesiones. 
Después de su recuperación, Heero se dedicó a buscar a los familiares de los pacifistas de la Alianza y ofreciendo a dejarse matar como una forma de consuelo para ellos. Durante este recorrido, Heero y Trowa se encontraron con Lucrezia Noin. Ella les dijo que había una oferta de parte de Zechs.
Los pilotos viajaron a la base de OZ en la Antártica, donde Zechs realizaba la reconstrucción del Wing Gundam en secreto. Su razón: para obtener el duelo con Heero que había sido interrumpido por la intervención de Lady Une. Heero estaba de acuerdo, pero dijo que utilizaría el XXXG-01H Gundam Heavyarms de Trowa para luchar. Los dos comenzaron con su duelo, solo para ser interrumpidos una vez más, esta vez por Relena, que tenía una carta de la esposa del Mariscal Noventa dirigida a Heero, en la que le decía al joven que no debía ser tan descuidado con su vida.
En este enfrentamiento, se reveló que Zechs Merquise es el hermano mayor de Relena, Milliardo Peacecraft. Luego llegó Trowa con el Wing Gundam, diciendo que un equipo de búsqueda de OZ estaba en camino. Zechs se ofreció para cubrir la fuga de todos y asumir la culpa.

### The Eve Wars
En este punto de la historia, OZ comenzó una especie de obra de teatro para las colonias espaciales. Al actuar más amable que la Alianza Unida de la Esfera Terrestre, la organización ganó muchos seguidores y logró orientar el sentimiento colonial contra los Gundams.
Tras abandonar el Wing Gundam en la Tierra, debido a que este no está adaptado para ser usado en el espacio exterior, Heero viajó a las colonias para luchar contra OZ. Al llegar, se registró en una escuela bajo el nombre de Duo Maxwell, porque su nombre código solo ha atraído más la atención hacia él.
Luego, se enteró de que Duo había sido capturado, entonces se infiltró en la base de OZ con la intención de matar al joven, que se había convertido en un obstáculo. Pero al final decidió rescatarlo.
Poco después, Heero se enteró de que los cinco científicos creadores de los Gundams habían sido capturados y se encontraban en la Base Lunar. OZ los obligaba a diseñar nuevos mobile suits más poderosos, capaces de destruir a los Gundams. Heero viajó a dicha Base para matarlos, pero fue capturado por Trowa, quien se había enlistado en OZ como un cadete para espiar a la organización.
Finalmente, los científicos desarrollaron dos nuevos mobile suits: el OZ-13MSX1 Vayeate y el OZ-13MSX2 Mercurius.
Reconociendo la gran habilidad de Heero, OZ lo convirtió en el piloto del nuevo mobile suit Mercurius, con Trowa en el Vayeate para asegurarse de que no intente nada. Su primera misión con los nuevos mobile suits fue atacar a Zechs, quien había vuelto a ser Milliardo Peacecraft y viajaba al espacio como embajador de paz del Reino de Sanc.
Luego de mantener un difícil combate contra Vayeate y Mercurius, Milliardo se rindió y fue llevado a la Colonia.
Un tiempo después, un nuevo Gundam comenzó a destruir las Colonias, aparentemente al azar. OZ envió a Heero y Trowa quienes pilotaban al Mercurius y al Vayeate para neutralizar a este enemigo desconocido.
Finalmente descubrieron que el nuevo mobile suit era el XXXG-00W0 Wing Gundam Zero, y era pilotado por Quatre. El joven piloto se encontraba alterado por la reciente muerte de su padre y su estabilidad mental estaba afectada por el sistema Zero. Quatre había decidido destruir a todas las colonias por su traición.
Trowa, quien confiaba en Quatre, fue atacado sorpresivamente por este, y el Vayeate quedó gravemente dañado. Al ver que no podían confiar en Quatre, Heero atacó con el mercurius y consiguió sostener un combate parejo con el Wing Zero. Sin embargo, el Wing Zero logró derribar al Mercurius y se disponía a destruirlo con su Twin buster rifle cuando Trowa se interpuso y recibió el poderoso disparo, lo que llevó a la destrucción total del Vayeate. Aprovechando la distracción de Quatre, Heero logró capturarlo y hacerlo entrar en razón. 
Luego del combate, el Mercurius quedó gravemente dañado y ambos pilotos junto al Gundam Wing Zero fueron capturados por OZ y llevados a la Base Lunar. La organización OZ utilizaba a los jóvenes para probar el sistema Zero. Sin embargo, Heero perdió el control durante la prueba y comenzó a destruir la Base Lunar diciendo que todos eran sus enemigos. Los nuevos modelos de mobile dolls Virgo fueron enviados a detenerlo, pero fueron fácilmente destruidos por Heero. Quatre, pilotando al Mercurius logró detenerlo y ambos consiguieron escapar de la Base y regresaron a la Tierra. 
Cuando los pilotos llegaron a la Tierra, se enteraron de que OZ había puesto una recompensa sobre sus cabezas. Los restantes exmiembros de la Alianza, inicialmente se resistieron a las sugerencias de Heero y Quatre para ir al Reino de Sanc.
En lugar de ello, Heero abandonó a Quatre y decidió unirse a la tropa Treize, utilizando su posición como piloto Gundam para ganar la confianza de los miembros de dicha tropa. Heero lideraba el ataque contra las fuerzas de OZ, utilizando el nombre código Rojo Uno. El objetivo de la tropa Treize era tomar control de un pequeño pueblo y destruir a los soldados de OZ que allí se encontraban. Justo cuando la victoria parecía estar en sus manos, llegaron tropas de refuerzo para OZ. Los nuevos mobile dolls Virgo comenzaron su ataque y Heero, quien fue a la batalla pilotando un mobile suit Leo, se encontraba frente a la muerte. 
Heero fue salvado por la intervención de Quatre, quien pilotaba un mobile suit Aries y Noin, quien les entregó el búster rifle del Wing Gundam. Con el cual destruyeron fácilmente a los mobile dolls enemigos. Luego, Noin les pidió que fueran al Reino de Sanc para encontrarse con Relena.
Finalmente, Heero se dirigió a una reunión con Relena, la soberana de la nación, donde su Gundam se mantenía oculto por Noin. 
Relena recibió a Heero y Quatre en el Reino de Sanc y los invitó a quedarse como estudiantes del colegio. Sin embargo, Heero le explicó a Quatre que pensaba irse cuando encontrara su Gundam. 
Lucrezia Noin planeaba proteger a la nación con la ayuda del Wing Gundam y varios mobile suits Taurus, los cuales se hallaban ocultos en un hangar subterráneo. Relena no tenía conocimiento de esto.
Los soldados sobrevivientes de la tropa Treize se refugiaron en el Reino de Sanc, lo cual le dio a la Fundación Romefeller la excusa perfecta para invadir dicho Reino. Los soldados planeaban suicidarse para no causarle problemas a Relena, pero Heero habló con ellos y les propuso que lucharan utilizando los mobile suits Taurus que estaban ocultos en el Reino. 
Las tropas de la Fundación Romefeller desplegaron sus mobile dolls Virgo, los cuales fueron destruidos por Heero, que pilotaba el Wing Gundam y los Taurus pilotados por Quatre, Noin y los soldados de la tropa Treize.
Después de salvar la vida de Relena de una emboscada de OZ, ella dijo estar de acuerdo en que Noin y Heero defendieran al Reino de Sanc por medio de la fuerza militar, pero intentó mantener a Heero en el Reino y le pidió que no se fuera sin avisarle a ella primero. Heero estuvo de acuerdo y se mantuvo en el Reino de Sanc, mientras que, utilizaba el Wing Gundam para defender a la nación.
Sin embargo, Heero rompió su promesa cuando se enteró de que la Base de Luxemburgo estaba a punto de ser atacada por las tropas de la Fundación Romefeller. Luego de convencer a Quatre para que se quedara en el Reino de Sanc, Heero partió rumbo a Luxemburgo con el Wing Gundam. 
Heero decidió defender dicha Base porque Treize Khushrenada estaba bajo arresto domiciliario en su mansión en Luxemburgo. 
Al llegar, Heero destruyó una cantidad considerable de mobile dolls Virgo con el Wing Gundam, pero finalmente se encontró superado en número y su Gundam quedó inhabilitado.
Después de recibir un mensaje de Treize, Heero abandono al Wing Gundam por última vez y entró en la mansión. Luego de su primera reunión cara a cara, Treize le entregó a Heero un nuevo mobile suit, el OZ-13MS Gundam Epyon, con el que Treize quería que Heero determinara su propio camino en la vida. Lamentablemente, el sistema Zero del Gundam Epyon fue demasiado y Heero no pudo controlarlo, lo que provocó que Heero destruyera la Base de Luxemburgo que originalmente intentaba proteger.
Cuando OZ lanzó su ataque final sobre el Reino de Sanc, Heero continuó combatiendo al enemigo, incluso después de que Relena se rindiera oficialmente y disolviera la nación. Después de ese momento, Heero se encontró con Zechs, quien pilotaba el Wing Zero. 
Los sistemas Zero de los Gundams convencieron a ambos pilotos para que se enfrentaran en combate. El enfrentamiento que se generó fue impresionante, pero terminó en un empate debido a una sobrecarga mental que fue causada por sus sistemas Zero. Tras una breve conversación, ambos estuvieron de acuerdo en intercambiar sus Gundams, poniendo a Wing Zero en manos de Heero y a Epyon en manos de Zechs.
Los rebeldes del grupo Colmillo Blanco tomaron total control de la Base Lunar y de la nueva nave de batalla Libra que el ingeniero Tsubarov construía para OZ. 
Milliardo Peacecraft se convirtió en el líder del movimiento Colmillo Blanco y le declaró la guerra a las naciones de la Tierra. 
Heero se propuso asesinar a Relena, quien se había convertido en la representante y líder de la Fundación Romefeller. Sin embargo, después de escuchar el discurso de Relena sobre sus planes para cambiar a la Fundación Romefeller y crear una nación pacífica, Heero optó por dejar vivir a Relena y darle la oportunidad de hacerlo. Luego, Heero se dirigió al espacio exterior con Sally Po, la cual traía consigo al Gundam Heavyarms de Trowa. En mitad de su camino se encontraron con Wufei, quien tenía su Gundam gravemente dañado y era perseguido por las tropas de Colmillo Blanco. Habiendo logrado el dominio del sistema Zero, Heero le presto el Gundam Wing Zero a Wufei para que pudiera luchar contra sus enemigos. Luego del combate, el sistema Zero le hizo comprender a Wufei que debía unirse a Heero y a los demás pilotos Gundam para poder ganarle a Treize y a Milliardo. 
Finalmente, se reunieron con Peacemillion, la nave espacial de Howard. Allí estaban Duo, Trowa (quien había perdido su memoria), Quatre y Noin. 
Un tiempo después, Trowa pilotó al Wing Zero para salvar la vida de Catherine, gracias al sistema Zero pudo recuperar su memoria.
Cuando Colmillo Blanco comenzó a utilizar el sistema Zero del Epyon para coordinar sus tropas de mobile dolls, Heero copió una parte del sistema y lo instaló en el Gundam Sandrock de Quatre, con el objetivo de aumentar su capacidad de liderazgo con la ayuda de dicho sistema. Los resultados obtenidos fueron excelentes. 
Gracias a la ayuda de Hilde, Heero se enteró de que Relena era prisionera de Colmillo Blanco en la nave de batalla Libra. Entonces, Heero se infiltró en la nave para rescatarla. Después de encontrarse con ella, ambos fueron a hablar con Milliardo, pero no pudieron convencerlo de que pusiera fin a sus planes. 
Howard y Sally decidieron estrellar el Peacemillion contra la nave Libra para destruir el cañón de esta última. El plan dio resultado, la nave Libra quedó gravemente dañada y su cañón totalmente destruido. Sin embargo, Milliardo no quiso aceptar la derrota y decidió utilizar los restos del Libra para alcanzar la victoria. Él ordenó que estrellaran el Libra y el Peacemillion (que se encontraba incrustado en la superficie del Libra) contra la Tierra, lo que ocasionaría un enorme desastre en la esfera terrestre. 
Heero llevó a Relena al Peacemillion para que ella se fuera con la tripulación, la cual estaba evacuando la nave. 
Heero estaba dispuesto a ir a la batalla final contra Milliardo. Antes de partir le prometió a Relena que iba a terminar con la guerra y que volvería con ella. 
Heero fue inmediatamente a enfrentar a Milliardo. Ambos sostuvieron un duelo, Wing Zero contra Epyon, que abarcó el espacio aéreo del Libra y también el interior de dicha nave. Aunque ambos Gundams recibieron graves daños en el enfrentamiento, Heero resultó ser el vencedor luego de cortarle el brazo izquierdo a Epyon.
Heero tuvo la oportunidad de matar a Milliardo de una vez por todas, pero no lo hizo porque no quería ver triste a Relena. 
Luego se dirigió a destruir el sistema principal de poder del Libra. Sin embargo, el Wing Zero se había quedado sin municiones debido a la batalla que sostuvo contra Epyon, y había extraviado su Twin buster rifle en medio del combate. Heero planeaba auto detonarse junto con el Gundam para así poder destruir el sistema del Libra. En el preciso momento en que Heero pensaba pulsar el detonador, llegó Milliardo e impidió que lo hiciera. Milliardo utilizó la espada de luz del Epyon para destruir dicho sistema y luego fue alcanzado por la explosión. 
Los cinco científicos fueron capaces de pasar la mayor parte de la masa del Libra lejos de la Tierra gracias al sistema de turbinas del Peacemillion, el cual, al ser activado remolcó al Libra lejos de la atmósfera terrestre. 
Lamentablemente, un fragmento del Libra se desprendió del resto y entró en curso de colisión con la Tierra. Luego de que Wufei le devolviera su rifle, Heero voló en la atmósfera superior y utilizó el Twin buster rifle del Wing Zero, en solo un 30% de su capacidad, para destruir el enorme fragmento restante del Libra que amenazaba con estrellarse contra la superficie terrestre. Este fue un acontecimiento importante por otra razón, además de haber salvado la Tierra. Durante toda la serie, a Heero nunca le importó el cuidado de su vida, sino que solo le importaba cumplir la misión que se le había asignado. Sin embargo, cuando descendía en la atmósfera con el Wing Zero para destruir el fragmento restante del Libra, él proclama que va a sobrevivir. Esto demuestra que su tiempo con Relena le ha dado la voluntad de vivir y algo que proteger. 
Tiempo después, Relena se encontraba en una de las Colonias realizando sus deberes como Vise Ministra de Relaciones Exteriores. Cuando estaba abordando su vuelo, se cruzó con un joven, al cual no le presto demasiada atención. Al llegar a su asiento, encontró un oso de peluche que sostenía una carta para ella. Entonces, Relena se dio cuenta de que el joven que había pasado a su lado era Heero, el cual le había llevado un regalo por su cumpleaños. Relena se asomó por la ventanilla y le gritó al joven, que efectivamente era Heero. Ella sostuvo la carta en sus manos y la rompió por la mitad (lo mismo que hizo Heero cuando Relena le había dado la invitación para su cumpleaños en el pasado), luego le dijo a Heero que si quería decirle algo, debía hacerlo frente a ella. Acto seguido, Heero sonrio y continuó con su camino. 
En el final visto en el Manga, Heero va con los otros cuatro pilotos Gundam al planeta Marte con la intención de ayudar a Relena en el proyecto de Terraformación.

### Blind Target (Blanco Ciego)
En la primavera del año 196 AC, Heero Yuy ha tomado aparentemente una vida civil normal y se ha matriculado en una escuela en las colonias. Sin embargo, Heero es abordado por dos hombres de traje que quieren comprar tanto a Wing Zero y sus servicios como piloto para "los próximos conflictos". Consciente de que este no fue un incidente aislado, Heero comienza una investigación y se entera de que la gente que se acercó a él son exsoldados de Colmillo Blanco que quieren iniciar una nueva guerra con la Tierra. Después de realizar bombardeos a una conferencia llena de representantes, Colmillo Blanco intenta asesinar a Relena, la cual es la figura principal en el proceso de paz. Heero frustra los intentos de asesinato y luego lleva a Relena y a su asistente Chris Marley a una Colonia abandonada para reunirse con los otros pilotos Gundam. 
Después de conducir fuera el intento de invasión de Colmillo Blanco y luego de asegurar a Relena, Heero confronta a Chris Marley con el hecho de que ella es una espía de Colmillo Blanco. Él, Trowa y el miembro de Colmillo Blanco Ralph Kurt enfrentan a Sogran, el nuevo líder de Colmillo Blanco, que revela que él simplemente quería vender los Gundams a un fabricante de mobile suits, y no se preocupan por las "estúpidas masas" de Colmillo Blanco. El mensaje de Sogran se transmite en toda la base, los miembros de Colmillo Blanco se enteran de su engaño. Sogran es dejado en sus manos. Heero y los otros pilotos Gundam se van cada uno por su camino. Los pilotos se ven obligados a considerar lo que deben hacer con sus Gundams ahora que el mundo se encamina hacia la paz.

### Battlefield of Pacifists (El campo de batalla pacifista)
En el verano del año 196 AC, Heero y Duo deciden ayudar a Relena en el movimiento hacia el desarme total. Mientras investigan a unos ex fabricantes de armas, los dos pilotos entran a escondidas en sus bases, en busca de líneas de construcción ocultas de mobile suits. Sin embargo, la idea de que la pérdida de la planta de mobile dolls de OZ puede que no sea un rumor. Entonces, Heero decide investigar aún más. Se pone en contacto con Dorothy Catalonia para obtener información de Vulkanus, la fábrica de mobile dolls; Dorothy tiene la oportunidad de acercar a Heero y a Relena e invita a Relena para que ayude a Heero. 
Mientras trabajan juntos, Relena le ofrece a Heero una posición como Preventer, pero él rechaza su propuesta, diciendo que desea trabajar solo. 
Finalmente, logran descubrir a Vulkanus en órbita, y con la ayuda de Relena, Heero regresa al espacio. Utilizando al Wing Zero, Heero alcanza a los otros pilotos Gundam. Heero llega a tiempo para ayudarles a luchar contra Perfect Peace People y el mobile suit Scorpio. El Wing Zero descarga el golpe final y acaba con Scorpio. 
Tiempo después, Quatre propone su idea de destruir a los Gundams enviándolos al Sol, Heero dice estar de acuerdo.

### Endless Waltz (Vals Interminable)
El 24 de diciembre del año 196 AC, Quatre lleva a cabo el plan para destruir a los Gundams, con la excepción del Gundam Altron de Wufei, los demás Gundams son enviados en un bloque de desechos rumbo al Sol. En ese instante, Heero sigue buscando a Relena desde las sombras. Durante su investigación de la colonia L3-X18999, se entera de que Relena ha sido secuestrada y se alista con Duo para rescatarla. 
Luego de realizar una entrada accidentada en la colonia L3-X18999, lo cual fue posible gracias a la ayuda brindada por Noin y Sally. Heero y Duo consiguen robar un par de mobile suits Leo y comienzan a destruir a las tropas que custodian el lugar. Heero mantiene un difícil combate con Wufei, que ahora trabaja para la gente que secuestró a Relena. Finalmente, Heero es derrotado debido a que su Leo no es capaz de enfrentar al Gundam Altron. Sin embargo, Heero exige a Wufei que accione el auto detonador de su Gundam. Wufei se niega a cumplir la petición de Heero.
Duo combate con el nuevo modelo de mobile suit, el cual es pilotado por Trowa, quien también parece estar en el ejército enemigo. Finalmente, el Leo de Duo queda inutilizado e indefenso, Trowa lanza una ráfaga de misiles y provoca una neblina que cubre el campo de batalla, permitiendo el escape de Heero y Duo. 
Heero y Duo llegan demasiado tarde para salvar a Relena, la cual ha sido llevada a la Tierra por Mariemaia Khushrenada, una jovencita de siete años de edad que afirma ser la hija de Treize Khushrenada. Ella planea hacer realidad los ideales de su padre y piensa convertirse en la nueva soberana del mundo. Sin embargo, Heero se da cuenta de que Dekim Barton es el cerebro detrás de todo y Mariemaia es solo un títere, la cual está siendo manipulada y utilizada por su abuelo Dekim Barton. La intención de este hombre es llevar a cabo la Operación Meteoro original. La cual consiste en estrellar a X18999 contra la Tierra.
Ambos pilotos se dirigen al cuarto de control para evitar la caída de la colonia. Al llegar encuentran a Trowa, el cual se encuentra trabajando para estabilizar la colonia e impedir su caída. Trowa solo pretendía apoyar el plan de la Fundación Barton. Luego de trabajar los tres juntos, logran estabilizar la colonia. Después de enterarse de que Quatre ha recuperado los Gundams, Heero escapa de la colonia y recupera el Wing Zero en el espacio exterior. 
Luego, Heero parte con destino a la Tierra, pero en mitad de su camino es interceptedo por Wufei y empiezan una batalla, la cual comienza en el espacio y luego se traslada a la Tierra. Con la sensación de que la batalla fue inútil, Heero finalmente permite que el Wing Zero caiga y termina por sumergirse en el océano. Heero cae pidiéndole a Wufei que reconsidere sus acciones antes que sea demasiado tarde. Heero se encuentra inconsciente debido al impacto, pero es despertado por Wing Zero, el cual le dice que él todavía tiene una misión que cumplir. 
Entonces, Heero se dirige a Bruselas. Al llegar, Heero acciona el Twin búster rifle contra el refugio blindado de Dekim Barton. El poderoso disparo causa un gran daño en la estructura del refugio, el cual pierde gran parte de su blindaje. El Gundam se encuentra fuertemente dañado y es incapaz de soportar el retroceso producido por el Twin búster rifle después de finalizar el disparo. La fuerza generada por el rifle despedaza el cuerpo del Wing Zero, el cual cae a tierra. El Gundam se encuentra completamente destruido. 
Heero sobrevivió a la caída, aunque está golpeado y agotado entra en el refugio, el cual se encuentra en ruinas. Al llegar, Heero dispara a Mariemaia con una pistola vacía. Pensando que mató a Mariemaia, Heero confiesa que no desea matar a nadie más y luego cae rendido en los brazos de Relena. 
Finalmente, el mundo avanza hacia la paz y los mobile suits desaparecen para siempre. Heero continúa vigilando a Relena, mientras ella realiza sus labores en las colonias.
El OVA muestra a Heero caminar hacia la distancia en un fondo estrellado, mientras que en la película se lo muestra caminando en una calle transitada por mucha gente. En el final visto en el Manga, Heero trabaja como guardaespaldas de Relena.